# 엘리세 토르스네스
엘리세 호베 토르스네스(노르웨이어: Elise Hove Thorsnes, 1988년 8월 14일 ~ )는 노르웨이의 여자 축구 선수로 포지션은 공격수이다. 현재는 노르웨이 톱세리엔의 LSK 크빈네르 FK에서 활동하고 있다.

## 클럽 경력
카우팡에르 IL에서 선수 생활을 시작했으며 2006년에 아르나-비에르나르에 입단하면서 데뷔했다. 2006 톱세리엔 시즌에서는 19골을 기록하여 개인 통산 1번째 골든슈를 수상했고 2006년 톱세리엔 올해의 팀에 선정되는 영예를 안았다. 2007 톱세리엔 시즌에서는 4골을 기록하는 데에 그쳤지만 2008 톱세리엔 시즌에서는 14골을 기록했다.
2008년 12월 12일부터 2012년까지 뢰아 소속으로 활동했으며 뢰아의 톱세리엔 2회 우승(2009 시즌, 2011 시즌), 노르웨이 여자컵 2회 우승(2009 시즌, 2010 시즌)에 기여했다. 특히 2011 톱세리엔 시즌에서는 개인 최다 골 기록인 27골을 기록하여 개인 통산 2번째 골든슈를 수상했다. 2013년에는 스타베크로 이적했고 2013 시즌에서 스타베크의 톱세리엔 우승, 노르웨이 여자컵 우승을 견인했다. 특히 2013 톱세리엔 시즌에서는 19골을 기록하여 개인 통산 3번째 골든슈를 수상하는 영예를 안았다.
2015년에는 아발스네스로 이적했고 2017 시즌에서 아발스네스의 노르웨이 여자컵 우승에 기여했다. 2017년에는 톱세리엔 역사상 개인 통산 최다 득점 기록을 수립했다. 2017년 10월에는 오스트레일리아 W리그 소속 여자 축구 클럽인 캔버라 유나이티드로 이적했고 2017-18 오스트레일리아 W리그 시즌에서는 9경기에 출전하여 6골을 기록했다.
2018년 2월 14일에는 미국 내셔널 위민스 사커 리그 소속 여자 축구 클럽인 유타 로열스 FC로 이적했다. 2018 내셔널 위민스 사커 리그 시즌에서 9경기에 출전했지만 한 골도 기록하지 못했다. 2018년 11월에는 2018 톱세리엔 시즌 우승 팀인 LSK 크빈네르와 1년 계약을 체결했다.

## 국가대표 경력
2006년에 노르웨이 여자 축구 국가대표팀 선수로 데뷔했으며 2008년 베이징 하계 올림픽, UEFA 여자 유로 2009에 참가했다. 2011년 FIFA 여자 월드컵에서는 오스트레일리아와의 조별 예선 경기에서 선제골을 기록했지만 노르웨이는 오스트레일리아에 1-2 역전패를 기록했고 해당 대회의 조별 예선에서 3패를 기록하면서 탈락하고 만다.
UEFA 여자 유로 2013에서는 6경기에 모두 출전했는데 노르웨이는 해당 대회의 결승전 경기에서 독일에 0-1로 패배하면서 준우승을 차지하게 된다. 2015년 FIFA 여자 월드컵에서는 4경기에 모두 출전했지만 노르웨이는 해당 대회에서 잉글랜드와의 16강전 경기에서 1-2로 패배하면서 탈락하고 만다.
UEFA 여자 유로 2017에서는 조별 예선 3경기에 모두 출전했지만 노르웨이는 해당 대회의 조별 예선에서 3패를 기록하면서 탈락하고 만다. 2019년 FIFA 여자 월드컵에서는 나이지리아, 대한민국과의 조별 예선 2경기에 출전했는데 노르웨이는 잉글랜드와의 8강전에서 0-3으로 패배하면서 탈락하고 만다.

## 수상

### 클럽
뢰아
- 톱세리엔 2회 우승 (2009, 2011)
- 노르웨이 여자컵 2회 우승 (2009, 2010)

스타베크
- 톱세리엔 1회 우승 (2013)
- 노르웨이 여자컵 1회 우승 (2013)

아발스네스
- 노르웨이 여자컵 1회 우승 (2017)

### 개인
- 톱세리엔 골든슈 3회 수상 (2006, 2011, 2013)